# V. Fliegerkorps
O V. Fliegerkorps foi um corpo aéreo da Luftwaffe que atuou durante a Segunda Guerra Mundial.

## Kommandierender General
- Generalfeldmarschall Robert Ritter von Greim, 11 de Outubro de 1939 - 31 de Março de 1942[1]

## Chef des Stabes
- Generalmajor Josef Kammhuber, 27 de Dezembro de 1939 - 12 de Janeiro de 1940[1]
- Oberst Hermann Plocher, 12 de Janeiro de 1940 - 31 de Março de 1942[1]

Foi formado no dia 11 de Outubro de 1939 em Gersthofen a partir da 5. Flieger-Division.
No dia 30 de Novembro de 1941 foi transferido para Brüssels. A metade de seu Stab foi transferido para Mariupol no mês de Dezembro de 1941, sendo renomeado Sonderstab Krim. A outra metade foi enviada par Smolensk, sendo renomeada Luftwaffenkommando Ost no dia 1 de Abril de 1942.

## Bases do QG
| Outubro de 1939 - Maio de 1940           | Gersthofen, próximo de Augsburg |
| 1 de Julho de 1940 - 16 de Junho de 1941 | Villacoublay                    |
| 16 de Junho de 1941 - Julho de 1941      | Lipsko, near Zamosz             |
| Novembro de 1941                         | Mariupol                        |

## Subordinação
| Outubro de 1939 - Junho de 1941  | Luftflotte 3 |
| Junho de 1941 - Dezembro de 1941 | Luftflotte 4 |
| Dezembro de 1941 - Março de 1942 | ObdL         |

## Ordem de Batalha
Controlou as seguintes unidades durante a guerra:
- Luftnachrichten-Regiment 35
- Flugbereitschaft/V. Fliegerkorps (Bf 108, Bf 110), 11.39 - 4.42